# Мигел Отеро Силва
Мигел Отеро Силва (26. октобар 1908 - 28. август, 1985), био је венецуелански писац, новинар, хумориста и политичар. Његови књижевни и новинарски радови су строго везани за друштвену и политичку историју Венецуеле. Пре успостављања демократије 1958. године, био је више пута присиљени на изгнанство.

## Биографија
Рођен је у Барселони, Анзоатеги (шп. Estado Anzoátegui). Преселио се у главни град Венецуеле, Каракас у раној младости да студира на централном Универзитету Венецуеле грађевинарство. Током овог периода, у својим раним књижевним активностима, пише за часописе и новине, као што су Élite и Fantoches. Објављује и у другим универзитетским публикацијама,а улази и у свет новинарства.

## Награде
- Национална награда књижевности (1955, за роман Мртве куће)
- Национална награда за новинарство
- Члан венецуеланске Академије језика (1967)
- Међународна Лењин награда за мир (1979)